# Agriculture au Liban

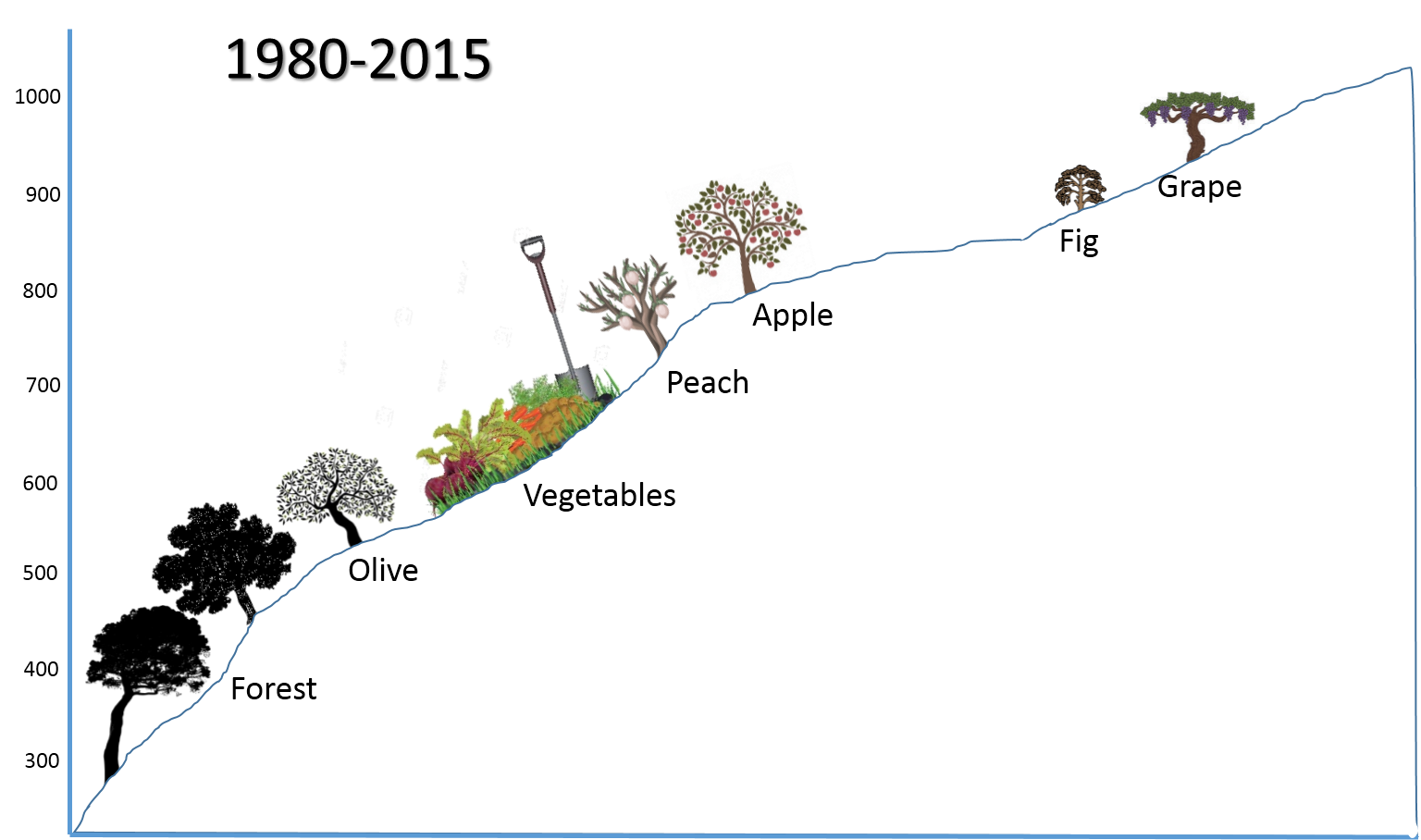
Répartition des cultures par altitude dans le village d'Abadiyeh

L'agriculture au Liban est le troisième secteur le plus important du pays après les secteurs tertiaire et industriel. Il contribue pour près de 7% au PIB et emploie environ 15% de la population active. Les principales cultures comprennent les céréales (principalement le blé et l'orge), les fruits et légumes, les olives, les raisins et le tabac, ainsi que l'élevage des ovins et des caprins. Les ressources minérales sont limitées et ne sont exploitées que pour la consommation domestique. 
Le Liban, qui possède une variété de terres agricoles, allant du plateau intérieur de la vallée de la Bekaa aux vallées étroites menant à la mer, permet aux agriculteurs de cultiver des cultures européennes et tropicales. Le tabac et les figues sont cultivés dans le sud, les agrumes et les bananes le long de la côte, les olives au nord et autour des montagnes du Chouf, ainsi que les fruits et les légumes dans la vallée de la Bekaa.
Parmi les cultures plus exotiques figurent les avocats, cultivés près de Byblos, et le haschisch (culture importante dans la vallée de la Bekaa).
L'agriculture libanaise, qui offre des terres fertiles, des terrasses aménagées et des produits frais et sains, doit relever plusieurs défis ces dernières années. Les mauvaises pratiques agricoles entraînant l’érosion et l’appauvrissement des sols, l’épuisement des ressources en eau souterraines, la pollution de l’eau et les incidences sur la santé de l’utilisation inappropriée de pesticides et d’engrais, ainsi que la pollution de l’environnement causée par le stockage aléatoire des déchets d’abattage et des fermes d’élevage sont les principaux problèmes de ce secteur.
L'agriculture est également en train de diminuer avec l'urbanisation rampante, comme dans les plaines côtières et dans certaines parties de la vallée de la Bekaa. Les politiques du gouvernement semblent viser l'augmentation de la disponibilité de l'irrigation en eau (en particulier dans le sud) et la maîtrise de l'utilisation des pesticides, avec peu ou pas d'investissement ou d'incitation pour des techniques d'irrigation préservant l'eau et le sol. Le secteur privé tire progressivement parti des possibilités nouvelles mais à petite échelle offertes par l'agriculture biologique et les produits agricoles à haute valeur ajoutée.

## Histoire

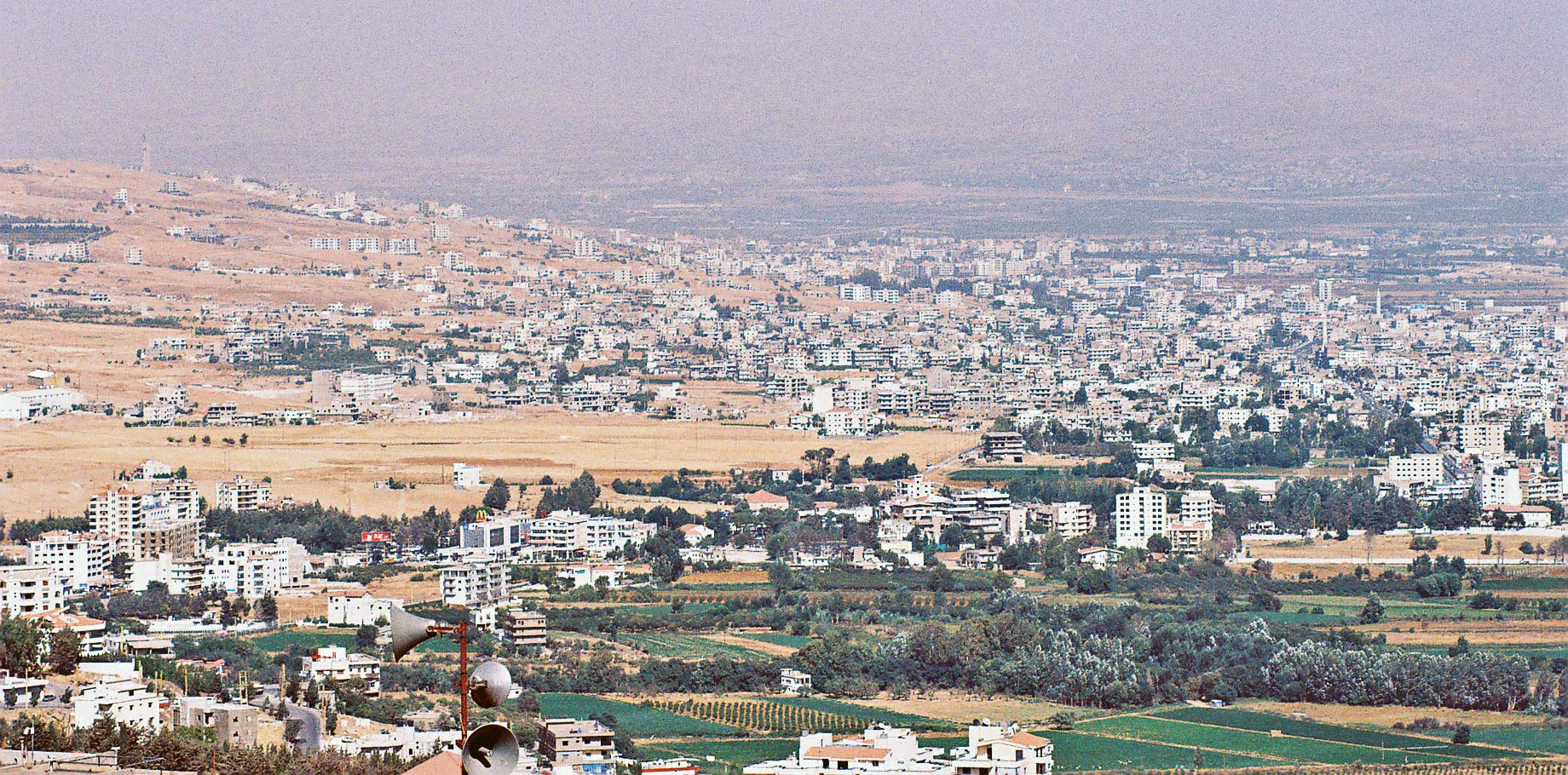
À l'époque romaine, la vallée de la Bekaa était considérée comme le grenier à blé de la Rome antique.

L'agriculture au Liban remonte à l'époque phénicienne avec les premières activités commerciales ayant lieu dans l'est de la Méditerranée. La tradition viticole, riche de 5 000 ans d'histoire dans la région, était une compétence reconnue pour ses anciens habitants. Les Phéniciens s'occupaient des vignobles, produisaient du vin et exportaient une quantité importante de produits vers des pays voisins tels que l'Égypte, la Grèce et l'Assyrie. Bien que l'activité commerciale ait été active pendant cette période, l'agriculture n'était toutefois pas leur principale source de richesse, car la plupart des terres n'étaient pas arables; par conséquent, ils se sont concentrés sur le commerce. Cependant, ils élevaient des moutons et les vendaient avec leur laine.
Pendant le régime arabe, au Moyen-Âge, le pays a connu un essor économique au cours duquel les ports libanais de Tyr et de Tripoli étaient occupés par le transport de produits industriels et agricoles. Les produits libanais étaient recherchés non seulement dans les pays arabes mais également dans tout le bassin méditerranéen. Cette période de croissance économique a été opprimée par la suite avec le début de la domination ottomane et les lourdes taxes imposées à la production libanaise.

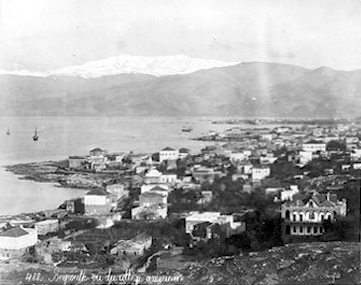
Beyrouth au XIXe siècle. À cette époque, même la capitale possédait une portion importante de terres agricoles, ainsi que les régions rurales limitrophes.

Dans la première moitié du XXe siècle, le Liban avait retrouvé son boom agricole passé, où près du quart de ses terres étaient cultivables (la proportion la plus élevée du monde arabe).
Après les années 1950 et les décennies prospères qui ont suivi, l'agriculture a connu un déclin avec le début de la guerre civile libanaise et en particulier après l'invasion israélienne au début des années 1980. Au cours de cette dernière période, le gouvernement a élaboré des projets d'irrigation de 60 000 hectares supplémentaires et, en 1984, six grands projets d'irrigation étaient en cours d'étude, tous conçus pour être réalisés dans le cadre du plan de reconstruction de 1982 à 1991. Cependant, l'invasion israélienne a entraîné un détournement continu de l'eau des rivières principalement situées au sud. Même dans le calme relatif qui règne entre 1978 et 1981, environ 1 100 hectares de tabac ont été détruits, 300 hectares de terres agricoles ont été abandonnés à cause des mines antipersonnel, et 51 000 oliviers et 70 000 arbres fruitiers ont été détruits, selon le Haut-Commissaire des Nations unies pour les réfugiés. Au milieu des années 1980, le Liban était devenu l'un des plus importants centres de trafic de stupéfiants au monde, avec la phase prospère dont il a été témoin (en particulier dans la vallée de la Bekaa). Avant 1975, une grande partie de ce commerce était exportée par voie aérienne à partir de petites pistes d’atterrissage dans la vallée de la Bekaa. Après que la vallée eut été contrôlée par les Syriens, la drogue a quitté le pays par voie maritime à travers des ports contrôlés par les chrétiens jusqu'à Chypre, par la terre vers la Syrie ou parfois par Israël jusqu'à l'Égypte.
Au début des années 1990, le gouvernement libanais et le programme du PNUD ont lancé une initiative visant à remplacer les cultures de drogue par des alternatives légitimes. Le PNUD estimait qu'il fallait environ 300 millions de dollars pour le développement rural de la Bekaa. 
Le Liban a été retiré de la liste des principaux pays producteurs de drogue du gouvernement américain en 1997. De nos jours, le gouvernement libanais met en place de nouvelles politiques agricoles, fournissant une aide à la production locale et offrant plusieurs incitations pour accroître la qualité et la quantité de la production libanaise.

## Économie
Dans les années 1970, l'agriculture contribuait approximativement à 30 % du PIB libanais, en 2017, elle n'y contribuait qu'à hauteur de 5,7 % (soit environ 2,5 milliards de $ USD), la production agricole a même reculé de 12 % entre 1970 et 2008, là où celle de l'Union européenne sur la même période a par exemple augmenté de...562 %). Cette baisse est probablement imputable à la guerre civile libanaise sur la période 1975-1990 et à un manque de compétitivité de l'agriculture du pays, faute de financement suffisant de la part de l'État pour l'être (l'agriculture reçoit moins d'1 % du budget national en 2015).

## Principaux produits agricoles
Le Liban produit une variété de produits primaires destinés à l’exportation et à la consommation intérieure. Les exportations agricoles libanaises sont principalement concentrées dans les pays de la Ligue arabe. En 2003, les produits exportés représentaient environ 350 000 tonnes métriques dans la région environnante (principalement l’Arabie saoudite), la pomme de terre étant le légume le plus en croissance (30% du total des exportations).
Parmi les autres régions importatrices de produits agricoles libanais, on trouve les pays d’Amérique du Nord (3 123 tonnes et 1% des exportations totales en 2003), principalement les États-Unis, qui importent des produits tels que les amandes, les abricots, les haricots, les concombres et les cornichons, les noix comestibles et jus d'orange avec d'autres membres de l'UE.[pas clair]

### Cultures

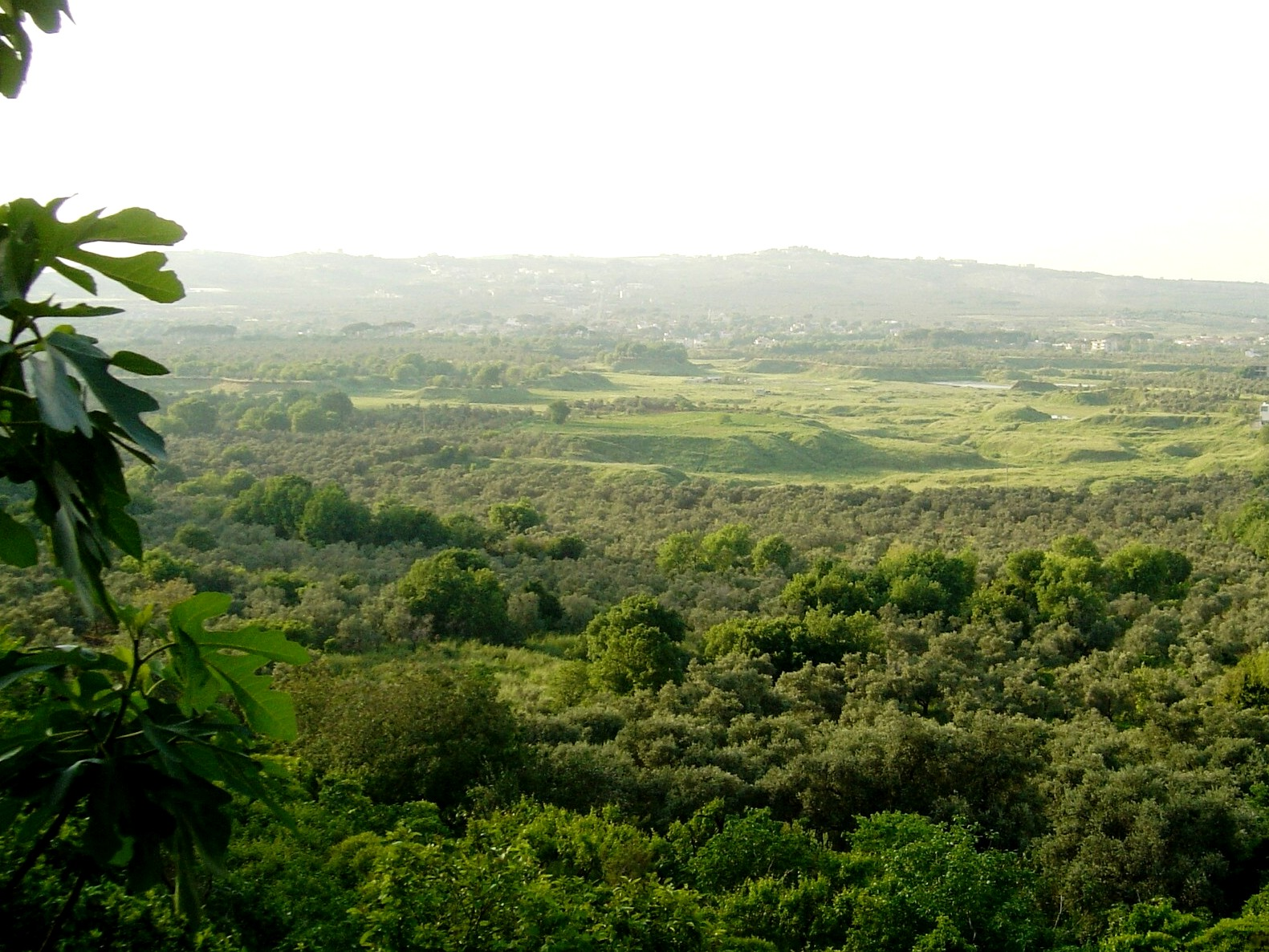
Champs d'oliviers à Amioun, district du Koura.

Le Liban produit des cultures dans cinq grandes catégories : les céréales, les fruits (à l'exclusion des olives), les olives, les cultures industrielles (comme la betterave à sucre et le tabac) et les légumes. Les arbres fruitiers et les oliviers occupent 45% de la superficie totale cultivée et ont augmenté d’environ 230 000 m2 au cours des 10 dernières années. La superficie couverte par la production sous serre a également considérablement augmenté ces dernières années, passant de 6 700 m2 à la fin des années 1980 à près de 50 000 m2 en 1999. La production agricole dans les serres est plus intensive que dans les champs ouverts et nécessite davantage de produits agrochimiques (pesticides et engrais). La production agricole est concentrée dans la Bekaa, qui représente 42% du total des terres cultivées. La Bekaa héberge 62% de la superficie totale utilisée pour les cultures industrielles (y compris la betterave à sucre, le tabac et les vignobles) et 57% de la superficie totale utilisée pour la production de céréales. Le Nord (régions d'Akkar et de Koura) héberge 40% de la superficie utilisée pour la production d'olives dans le pays. Les arbres fruitiers couvrent 24% de la superficie totale cultivée. Ce tableau répertorie les terres utilisées pour les principaux types de cultures dans les gouvernorats (en m2) pour l'année 1999 :
| Gouvernorats | Céréales | Arbres fruitiers | Oliviers | Cultures industrielles | Légumes |
| ------------ | -------- | ---------------- | -------- | ---------------------- | ------- |
| Mont Liban   | 3 140    | 97 820           | 77 678   | 1 613                  | 31 100  |
| Nord         | 120 380  | 135 685          | 209 628  | 37 769                 | 128 584 |
| Bekaa        | 297 737  | 217 570          | 31 443   | 153 232                | 259 743 |
| Sud          | 37 638   | 123 304          | 89 340   | 14 625                 | 20 753  |
| Nabatieh     | 59 525   | 20 768           | 116 124  | 40 026                 | 12 141  |
| Total        | 518 420  | 595 147          | 524 213  | 247 265                | 452 321 |

### Bétail
La production animale au Liban est une activité importante, en particulier dans les zones montagneuses et dans la région de Baalbek – Hermel, dans la chaîne de montagnes orientale, où la fertilité du sol est relativement faible. Alors que le nombre de chèvres est relativement stable depuis plus de deux décennies, la production ovine a fortement augmenté. Ces dernières années, l’élevage (caprins et ovins) a de plus en plus recours à des blocs d’aliments et à des compléments alimentaires, réduisant ainsi la dépendance à l’égard des pâturages sauvages et aboutissant à une production animale plus sédentaire. La production de bovins et de produits laitiers devient de plus en plus populaire. Au cours des cinq dernières années, plusieurs fermes laitières de moyenne à grande échelle ont été établies dans le Nord et dans la Bekaa. Plusieurs accords de subvention et de prêt (proposés par des organisations telles que l'USAID) ont encouragé les agriculteurs à développer leur production laitière. Le tableau montre l'évolution de la production animale de 1980 à 1999 :
| Catégorie   | 1980    | 1999    | Variation (%) |
| ----------- | ------- | ------- | ------------- |
| Les vaches  | 55 612  | 75 874  | + 36          |
| Les moutons | 145 068 | 378 050 | + 160         |
| Les chèvres | 444 448 | 435 965 | - 2           |
| Total       | 645 128 | 889 889 | + 38          |

### Horticulture
Le Liban produit une variété de fruits et de légumes. Les cultures les plus importantes (plus de 20 kilos en 2003) incluent les pommes de terre, les oranges, les pommes et les raisins. Les cultures exotiques comprennent les avocats principalement dans le nord du Mont Liban et le haschisch dans la vallée de la Bekaa. L'horticulture a traditionnellement fourni aux Libanais tous leurs besoins en fruits et légumes frais, avec une industrie d'exportation plus petite. Cependant, le relâchement des contrôles aux frontières et la hausse des importations menacent les industries locales.
Ces dernières années, des projets gouvernementaux tels que Export Plus ont encouragé la production locale de fruits et légumes, le contrôle de la qualité et des incitations à l'investissement pour les agriculteurs afin d'améliorer leur production et d'élever le niveau de l'industrie horticole libanaise.
Le tableau ci-dessous montrent les quantités exportées des principales cultures (tonnes métriques) comprenant les pommes de terre, les pommes et les raisins, de 2002 à 2005 :
| Années | Pomme de terre | Pomme  | Raisin |
| ------ | -------------- | ------ | ------ |
| 2002   | 130 570        | 18 805 | 17 321 |
| 2003   | 108 527        | 27 883 | 32 387 |
| 2004   | 144 702        | 55 337 | 28 904 |
| 2005   | 106 012        | 50 357 | 9 120  |

### Viticulture

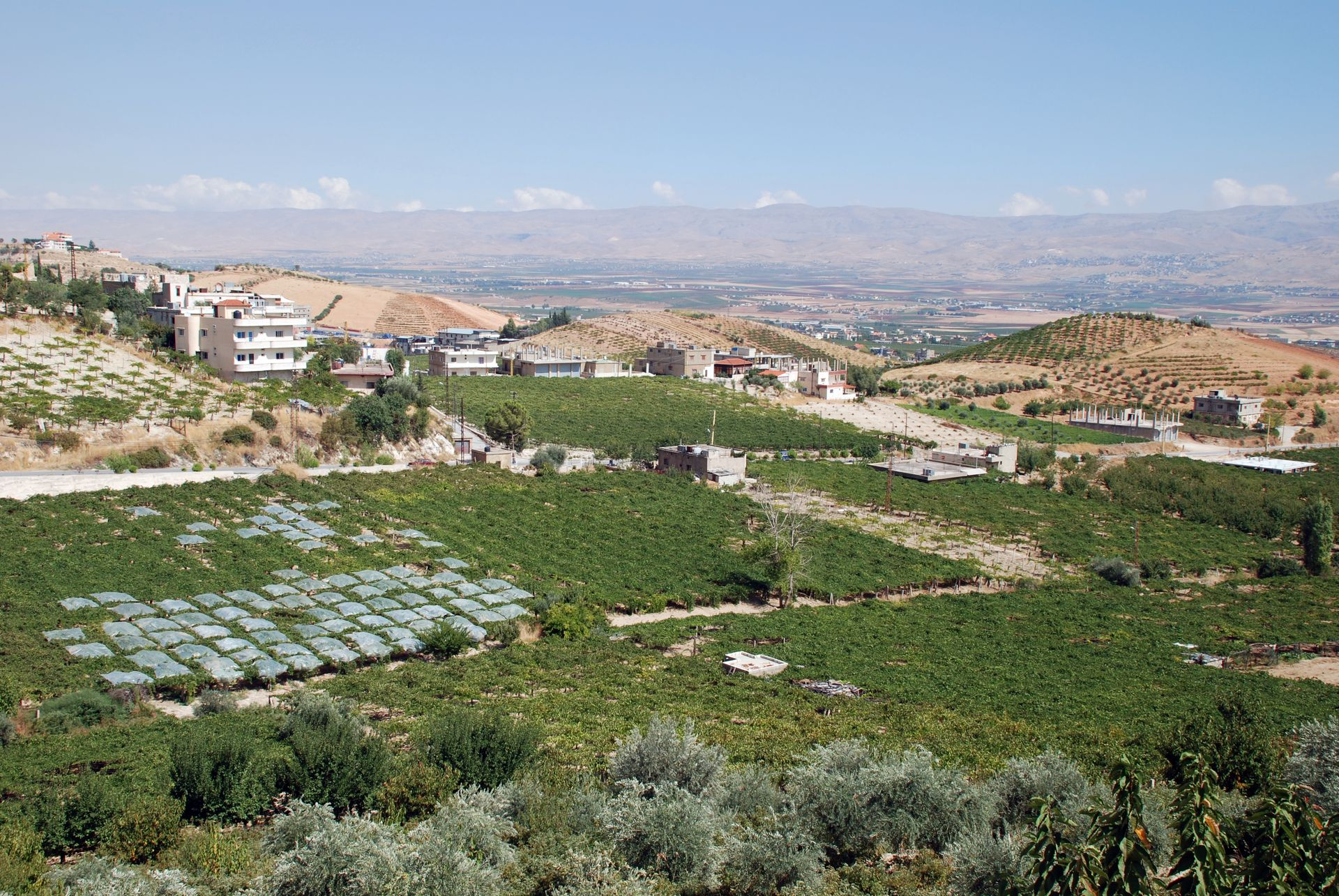
Vignobles situés sous le village de Qsarnaba,, dans la vallée de la Bekaa près de Zahlé, dans l’est du Liban.

La viticulture au Liban est considérée aujourd'hui comme un secteur florissant, et est principalement concentrée dans la vallée de la Bekaa, où les établissements vinicoles produisent une quantité annuelle d’environ 600 000 caisses de vin. Des domaines viticoles comme le Château Ksara, le Château Kefraya, le Château Musar et le Massaya cultivent des cépages français tels que le Cabernet Sauvignon, le Merlot et des Cépages du Rhône tels que le Cinsaut, le Carignan et le Grenache, ainsi que des cépages autochtones comme le Musar White, un mélange de Obeidi et de Merwah. Le vin libanais connaît un succès à l'exportation, de nombreuses entreprises vinicoles exportant plus de 50% de leur production - et dans le cas de petites entreprises vinicoles, jusqu'à 90%. Les exportations couvrent plusieurs pays d'Europe et d'Amérique du Nord. Les importations françaises de vin libanais comptaient par exemple pour 7% des 5 principales importations entre les échanges bilatéraux des deux pays en 2005.

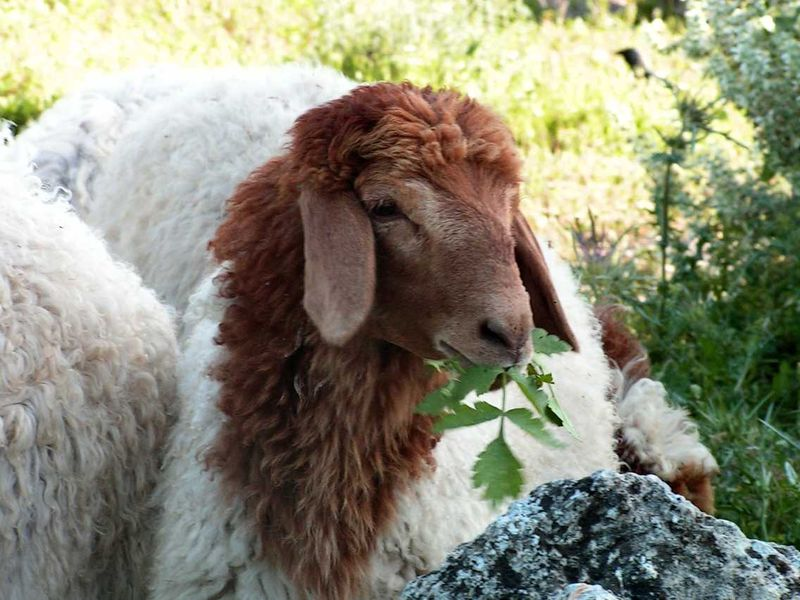
Un mouton de race Awassi

### Produits laitiers
Selon des statistiques récentes du ministère libanais de l'Agriculture, il y avait 80 000 bovins, dont 65 000 vaches laitières, 350 000 ovins, dont 315 000 ovins laitiers et 450 000 chèvres, dont 400 000 chèvres laitières. Parmi les vaches laitières, 40% appartiennent à la race locale, 26% sont de race pure frisonne importée d'Allemagne et de Hollande et 34% sont des croisements entre Baladi et Canadian Holstein. Les Frisons et les Holstein croisées ont généralement une bonne production laitière et sont généralement gardés dans de petites exploitations, avec une moyenne de cinq vaches par exploitation. La majorité des moutons sont de race Awassi (en) et les chèvres sont de race locales Baladi. Tous deux sont maintenus dans des systèmes extensifs et semi-sédentaires, où la productivité est faible. La valeur des produits laitiers exportés a diminué ces dernières années, à l'exception du fromage, dont la valeur a considérablement augmenté. Ce tableau montre les variations de valeur des exportations libanaises de 2001 à 2004 :

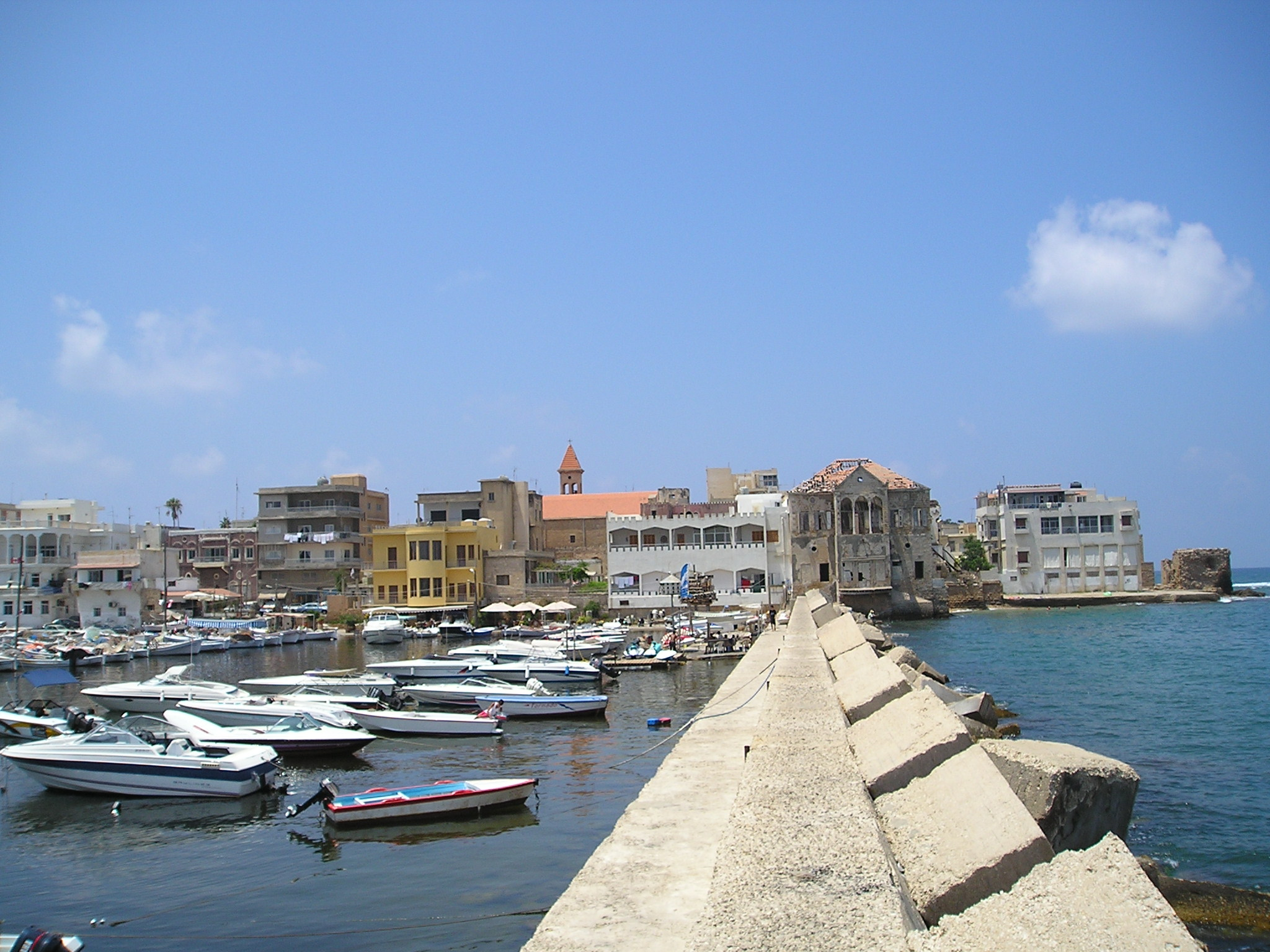
Bateaux de pêche amarrés dans le port de Tyr, au sud du Liban.

| Groupe de produits                                                    | Valeur (000 US$) 2001 | Valeur (000 US$) 2002 | Valeur (000 US$) 2003 | Valeur (000 US$) 2004 |
| --------------------------------------------------------------------- | --------------------- | --------------------- | --------------------- | --------------------- |
| Lait et crème et produits laitiers autres que le beurre ou le fromage | 1 189                 | 538                   | 746                   | 594                   |
| Beurre et autres graisses et huiles dérivées du lait                  | 473                   | 852                   | 89                    | 76                    |
| Fromage et caillé                                                     | 443                   | 702                   | 1 800                 | 2 049                 |

### Pêche
Dans un rapport publié en 1999 par le "Programme régional de développement socio-économique pour le Sud-Liban", les indications révèle que le Liban a 3000 à 4000 pêcheurs. En 1996, la production annuelle de poisson a doublé en moyenne sur une période de dix ans, pour atteindre 4 485 tonnes (4 110 tonnes de poisson de mer et 375 tonnes de poisson d'eau douce, principalement dans des exploitations piscicoles). La pêche dans les rivières a une importance relativement faible au Liban avec des productions significatives dans le lac Qaraoun (en) (environ 30 tonnes par an de production principalement de carpes et de truites) et dans d'autres rivières telles que le Litani et le Nahr Ibrahim.
Alors que la production de poisson de mer au Liban est comparée à celle des pays voisins sur un kilomètre de base côtière, la production de poisson d’eau douce continue à prendre du retard. L’absence de reproduction des poissons de mer le long de la côte en raison des forts courants côtiers a été remplacée par la pêche au large de poissons pélagiques (comme le thunnin, le poisson bleu, etc.) en utilisant des draglines. Ce type de pêche est devenu tendance au cours de la dernière décennie, principalement parmi les amateurs de sport équipés de bateaux à moteur.

## Agriculture biologique
Depuis 1990, l'agriculture biologique s'est développée grâce à plusieurs ONG internationales pour trouver une alternative aux mauvaises techniques de cultures conventionnelles. Les premiers magasins d’aliments et produits naturels ont été établis il y a une dizaine d'années. L'organisation de la filière s'est développée avec des coopératives comme Biocoop Loubnan (fondée en 2001), elle regroupe plus de 200 agriculteurs et grossistes. Depuis 2007, Biomass met en contact les petits agriculteurs et les consommateurs en proposant des produits biologiques de qualité, aujourd'hui le réseau compte plus de 40 agriculteurs répartis dans tout le Liban,. Depuis 2010, des nouveaux magasins spécialisés apparaissent à Beyrouth : « A New Earth », «  al-Marej », « Better Life Market », d'autres magasins ouvrent aussi dans les plus grandes villes libanaise. Aujourd'hui, la plupart des grands supermarchés de Beyrouth ont un rayon consacré aux produits biologiques. Les produits biologiques sont principalement importés, seulement 25 à 30 % est fourni par la production locale. Le tableau ci-dessous montre l'évolution des surfaces agricoles et des exploitations agricoles consacrées à l'agriculture biologique,.
|                                          | 2000 | 2001 | 2003 | 2005 | 206 juillet | 2007 | 2011 |
| ---------------------------------------- | ---- | ---- | ---- | ---- | ----------- | ---- | ---- |
| Terres agricoles biologiques en hectares | 250  | 269  | 758  | 1039 | 2465        | 2180 | 3303 |
| Nombres d'exploitation bio               | 17   | 30   | 164  | 245  | 331         | 259  |      |

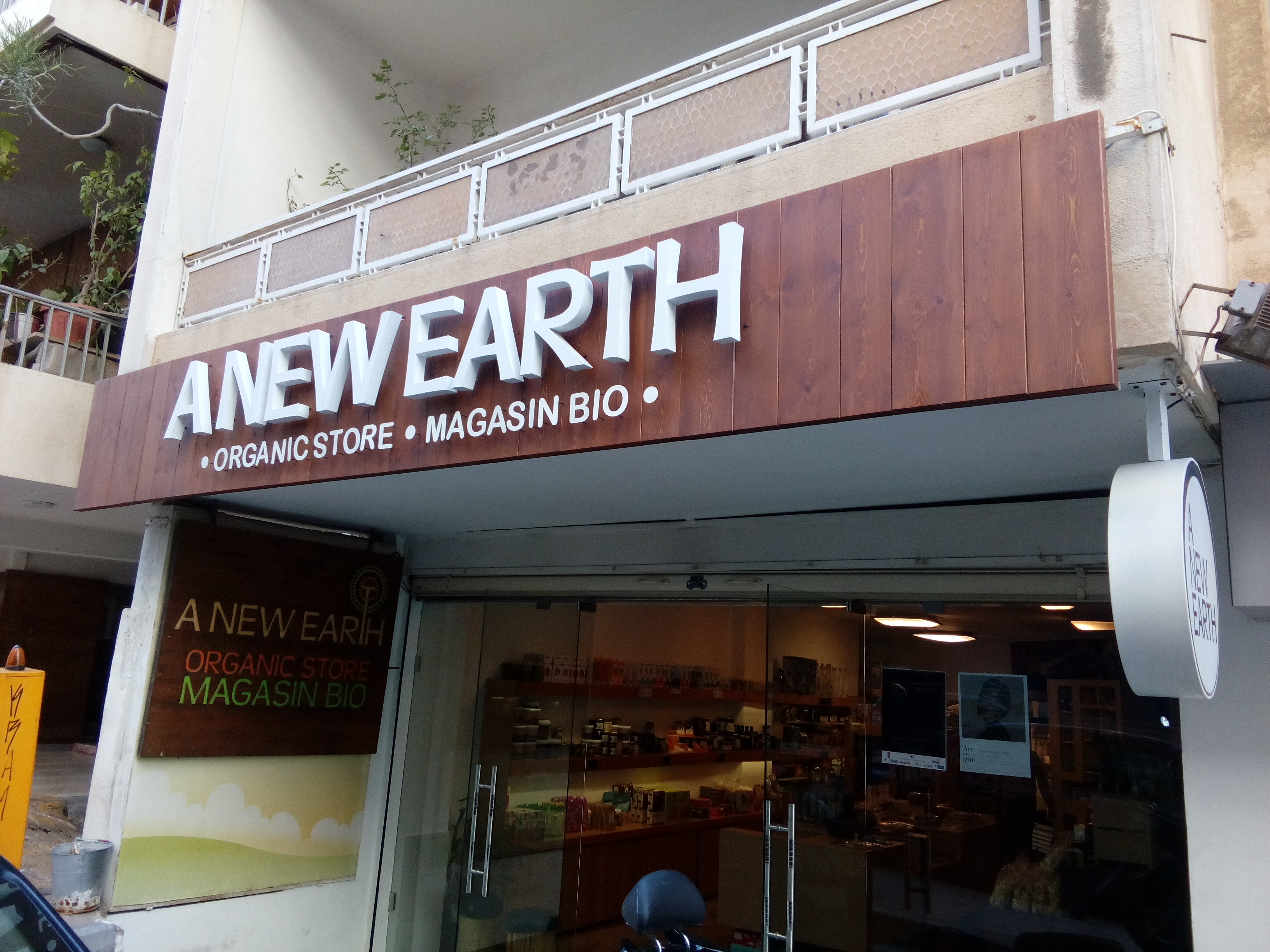
A New Earth, magasin bio dans le quartier Achrafieh à Beyrouth
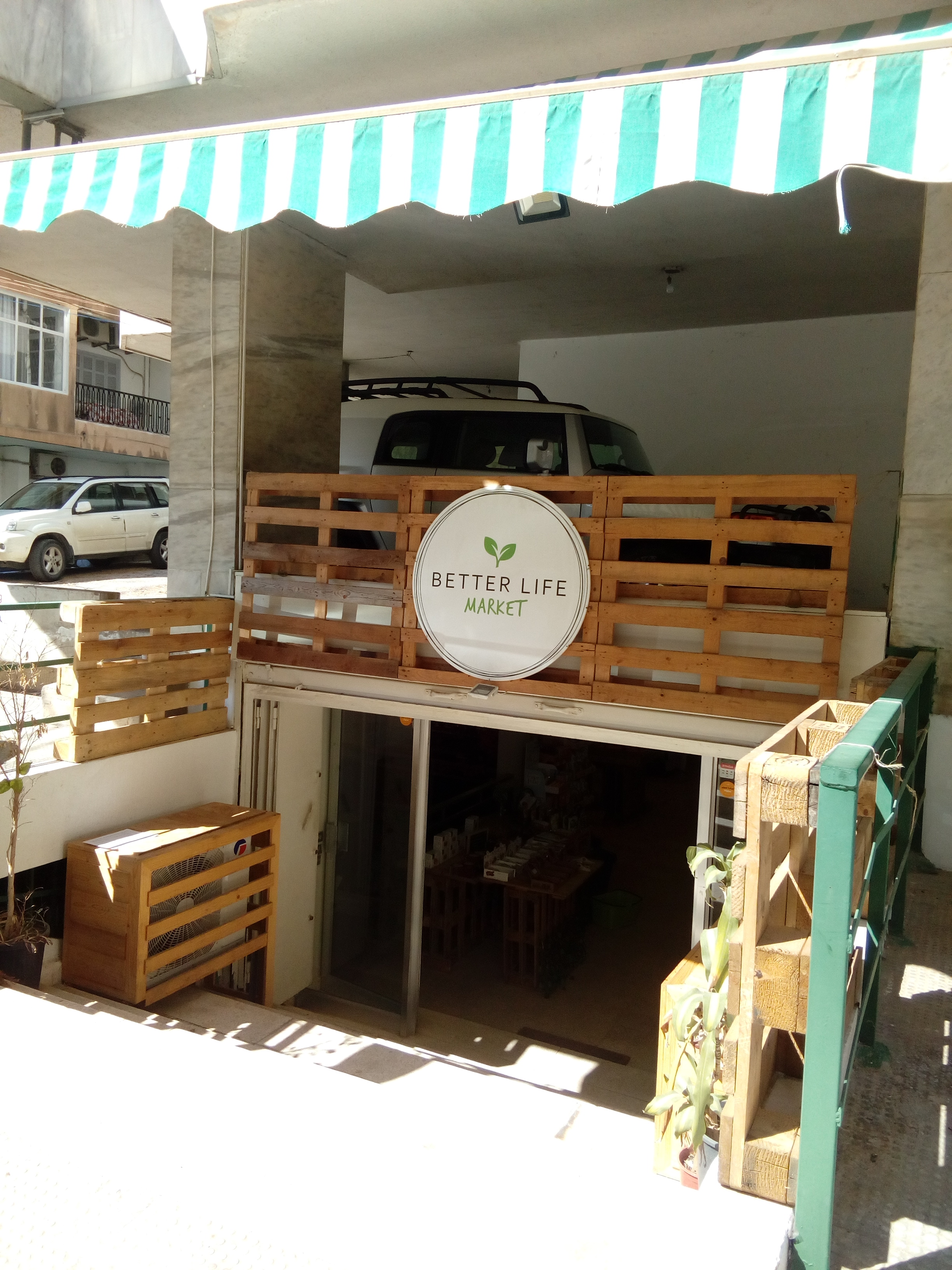
Better Life market, magasin bio dans le quartier Achrafieh à Beyrouth
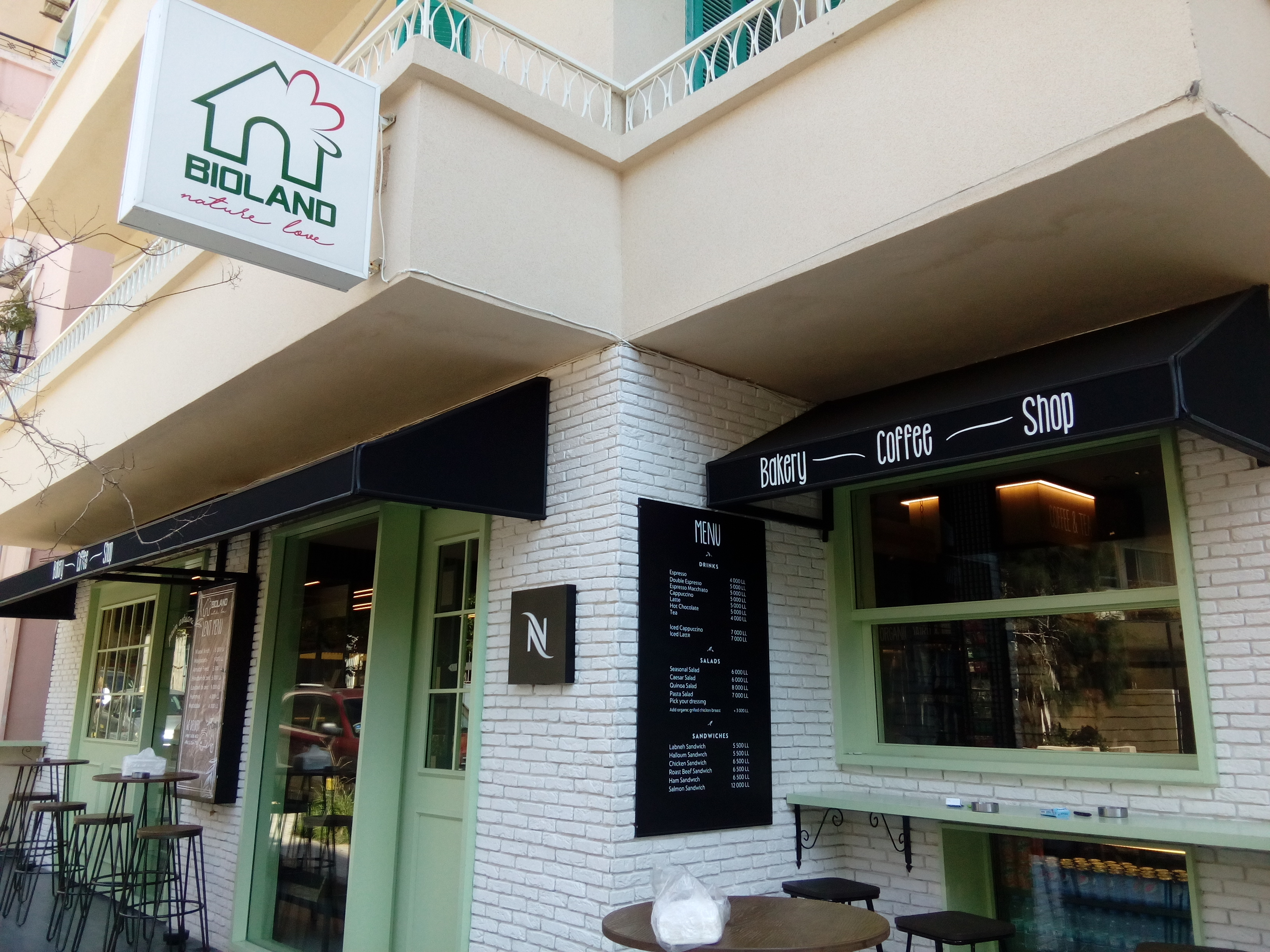
Bioland, boulangerie, café et magasin bio à 50 % situé en face du Grand Lycée franco-libanais dans le quartier Achrafieh à Beyrouth

## La gouvernance
L’agriculture est une responsabilité de l’État au Liban, où le ministère de l’Agriculture participe à l’élaboration des politiques et des réglementations agricoles. Dans les années 1990, le gouvernement libanais a attribué 89 contrats dans le secteur agricole pour un montant total de 13,6 millions de dollars et 46 projets supplémentaires dans le secteur de l'irrigation, d'une valeur de 51,8 millions de dollars. Les contrats comprennent des services de conseil et de conception, ainsi que des travaux et des fournitures de matériel. Les investissements dans le secteur agricole comprennent la réhabilitation du ministère de l'Agriculture, des projets de mise en valeur des terres, ainsi que la remise en état d'écoles d'agriculture et de stations de recherche.
Le secteur agricole peine à survivre sur un marché régional concurrentiel. Par le biais de prêts et d'accords de subvention, le gouvernement a mis en œuvre des projets d'irrigation à grande échelle et a pris des mesures pour interdire une longue liste de pesticides dangereux. Cependant, il y a de nombreux problèmes auxquels est confronté le développement agricole avec des programmes de vulgarisation efficaces, l'utilisation des techniques d'irrigation économes en eau et l'utilisation rationnelle des produits agrochimiques encore rares ou localisées.

## Clés politique et actions
- L'interdiction des pesticides dangereux, le ministère de l'Agriculture a interdit 110 pesticides en 1998, y compris l'aldrine, le dieldrine, l'Endrine (en) et le DDT.
- Manipulation sans danger des pesticides périmés, la FAO a soutenu un projet en 1998 (101 000 USD) visant à aider le gouvernement libanais à éliminer un stock de 8,5 tonnes de pesticides et à former le personnel de l'Institut de recherche agricole à la gestion et au stockage du stock de pesticides.
- Élimination progressive du bromure de méthyle, le ministère de l’Économie a lancé le projet sur les solutions de remplacement du bromure de méthyle en mai 1999. Le projet a montré l'efficacité de toutes les solutions de remplacement du bromure de méthyle disponibles sur quatre saisons de croissance consécutives sur 19 sites répartis dans le pays, totalisant 52 serres couvrant une superficie totale de 20,5 km2.
- Projets de mise en valeur des terres :

1. Assistance fournie, financière ou technique, à 1 407 agriculteurs.
2. Récupéré 756 hectares de terres abandonnées.
3. Soutien à la construction de plusieurs lacs de colline bordés de terre (capacité totale de 5 300 000 m3) et de réservoirs de ciment (capacité totale de 500 000 m3).
4. En terrasses environ 16 000 hectares. Cela équivaut à 6,3% de la surface totale actuellement cultivée.

- L'amélioration de la gestion de l'eau, Canal 800 (une série de réseaux de distribution d'eau de surface) et l'IRMP va convertir / ajouter 32 255 hectares à l'agriculture irriguée. Ces systèmes d'irrigation sont conçus pour exploiter les ressources en eau de surface et peuvent donc atténuer la pression de la demande actuelle sur les eaux souterraines.
- Promotion de l'agriculture biologique, introduction et amélioration de produits biologiques certifiés et étiquetés sur les marchés locaux et étrangers[3].

En septembre 1995, le Liban, par l’intermédiaire du Ministère de l’agriculture, a signé la Convention des Nations unies sur la lutte contre la désertification (UNCCD). Le Liban a sollicité l'assistance du Programme des Nations unies pour le développement (PNUD) et de l'agence de coopération internationale allemande pour le développement (GIZ) afin de soutenir la mise en œuvre de la Convention et d'établir un programme d'action national de lutte contre la désertification lancé en juin 2003. Le projet NAP a quatre objectifs immédiats :
1. Promotion d'initiatives commerciales novatrices visant à accroître les débouchés pour les produits des terres arides.
2. Projets prioritaires du PAN au niveau sous-national et local mis en œuvre.
3. Développer une stratégie nationale de mobilisation des ressources pour la mise en œuvre de la UNCCD/PAN.
4. Gestion des risques d'inondation et de récupération de l'eau pour le rétablissement des moyens de subsistance à Baalbek-Hermel.